# Бурлэнешть
Бурлэнешть (также Бурланешты; рум. Burlănești, Бурлэнешть) — село в Единецком районе Молдавии. Является административным центром коммуны Бурлэнешть, включающей также село Буздуджень.

## История
Первое документальное упоминание о Бурланештах датируется в уставных грамотах от 25 апреля 1632 года.
Бурланешты в XIX веке находились в статусе деревни Хотинского уезда Бессарабской области, с 1873 — губернии. В 1918—1940 — в составе Румынии, в 1940—91 — МССР.
В довоенные годы на территории Бурланешт проживала еврейская община, члены которой были расстреляны румынскими карательными отрядами 10 июля 1941 года.

## География
Бурланешты расположены в 22 км от города Единцы, 26 км от железнодорожной станции Братушаны и 219 км от Кишинева. К северу от Бурланешт находится скалистый массив с пещерами, который образует левый берег реки Драгиште.
Село расположено на высоте 159 метров над уровнем моря.

## Население
По данным переписи населения 2004 года, в селе Бурлэнешть проживает 1407 человек (649 мужчин, 758 женщин).
Этнический состав села:
| Национальность | Число жителей | Процентный состав |
| -------------- | ------------- | ----------------- |
| молдаване      | 1375          | 97.73             |
| русские        | 17            | 1.21              |
| украинцы       | 8             | 0.57              |
| румыны         | 5             | 0.36              |
| поляки         | 1             | 0.07              |
| прочие         | 1             | 0.07              |
| Всего          | 1407          | 100%              |

## Персоналии
- Вырнав, Теодор (1801—1868) — бессарабский прозаик и поэт.